# سلسلة منافسات دانا وايت (الموسم 3)
بدأ الموسم الثالث من سلسلة منافسات دانا وايت في يونيو 2019 وفي الولايات المتحدة سيكون حصريًا لـ إي إس بي إن+، حزمة الاشتراك الجديدة المتميزة من إي إس بي إن. في أبريل 2019، تم وضع الجدول الزمني، حيث تبدأ السلسلة في 18 يونيو 2019 وتنتهي في 20 أغسطس 2019. تم أيضًا اختصار اسم العرض الترويجي من سلسلة منافسات دانا وايت ليلة الثلاثاء إلى سلسلة منافسات دانا وايت.